# Hall Bartlett
Hall Bartlett (Kansas City, 27 novembre 1922 – Los Angeles, 7 settembre 1993) è stato un regista, produttore cinematografico e sceneggiatore statunitense.

## Filmografia

### Regista e sceneggiatore
- Senza catene (Unchained) (1955)
- Drango (1957)
- Ora zero (Zero Hour!) (1957)
- La pelle degli eroi (All the Young Men) (1960)
- Donne inquiete (The Caretakers) (1963)
- Changes (1969)
- The Sandpit Generals (1971)
- Il gabbiano Jonathan (Jonathan Livingstone Seagull) (1973)
- I figli di Sanchez (The Children of Sanchez) (1978)
- Ritorno dall'inferno (Love Is Forever) (1982)

### Sceneggiatore
- L'aereo più pazzo del mondo (Airplane!) (1980) (non accreditato - il film è una parodia di Ora zero del 1957)